# Mon joli poney
Mon joli poney (titre original : My Pretty Pony) est une nouvelle de Stephen King publiée pour la première fois en 1988 en édition limitée sous la forme d'un beau-livre illustré par Barbara Kruger,, puis incluse dans le recueil Rêves et Cauchemars en 1993.

## Résumé
Sentant sa mort approcher, un vieil homme donne sa montre à son petit-fils et lui livre ses pensées personnelles sur la nature du temps.

## Adaptations
- My Pretty Pony, court métrage de Mikhail Tank sorti en 2009[3].
- My Pretty Pony, court métrage de Luke Jaden sorti en 2017[4].